# György Dragomán
György Dragomán (n. 10 septembrie 1973, Târgu Mureș, România) este un scriitor și traducător maghiar. Romanul său Regele alb (2005) a fost tradus în 30 de limbi.

## Biografie
Primii cincisprezece ani din viața sa, Dragomán i-a petrecut în Târgu Mureș, aparținând minorității etnice maghiare din Transilvania. În anul 1988 părinții, tatăl, medic stomatolog, și mama, profesoară, au emigrat împreună cu el și cu un frate mai mic în Ungaria și s-au stabilit la Szombathely. A studiat filologia la Universitatea Eötvös Loránd din Budapesta.
Primul său roman a fost publicat în 2002: A pusztítás könyve este o poveste întunecată și brutală despre trei zile din viața unui tânăr arhitect militar, care devine martorul unui genocid. Dragomán a primit pentru această carte, în anul 2003, premiul maghiar Bródy, pentru cel mai bun debut al anului. Dragomán a tradus în limba maghiară nuvela Watt a lui Samuel Beckett. De asemenea, a tradus proză de Irvine Welsh, James Joyce și Ian McEwan. Pentru Regele Alb, Dragoman a primit recenzii remarcabile în New York Times și în alte ziare internaționale.
Autorul locuiește împreună cu soția sa, poeta Anna T. Szabó, și doi copii în orașul Budaörs din apropiere de Budapesta.

## Opere
- A pusztítás könyve. Balassi Kiadó, Budapesta 2002, ISBN 963-506-473-X, (Cartea desfacerii)
- A fehér király. Magvető Kiadó, Budapesta 2005, ISBN 963-14-2437-5, (Regele alb)
- Máglya. Magvető Kiadó, Budapesta 2014, ISBN 978-963-14-2997-8, (Rugul)

## Opere traduse în limba română
- Regele alb. Traducere din limba maghiară de Ildikó Gábos-Foarță. Iași: Polirom, 2008, ISBN 978-973-46-6708-6
- Rugul. Traducere din limba maghiară de Ildikó Gábos-Foarță. Iași: Polirom, 2015, ISBN 978-973-46-5659-2